# Alice Bucher
Alice Bucher (Olten, 26 maart 1898 - Luzern, 1 augustus 1991) was een Zwitserse uitgeefster.

## Biografie
Alice Bucher was een dochter van Arnold Haefeli, een locomotiefmecanicien. Nadat ze haar handelsdiploma had behaald, ging ze in 1926 aan de slag als secretaresse bij de uitgeverij C.J. Bucher in Luzern. Daar leerde ze Carl Josef Bucher kennen, met wie ze in 1930 zou trouwen.
Nadat echter haar echtgenoot in 1941 een hersenbloeding zou krijgen, nam ze in 1941 de leiding over de uitgeverij over. Onder haar leiding wist de uitgeverij zich verder te ontwikkelen en volgde er een verhuizing naar Adligenswil in 1968. Ze gaf de Luzerner Neueste Nachrichten uit en daarnaast ook diverse tijdschriften, zoals het fotografiemagazine Camera, en talrijke geïllustreerde boeken.
In 1973 verkocht ze de onderneming aan de uitgeverij Ringier. In 1988 richtte ze met een budget van 1 miljoen Zwitserse frank een architectuurwedstrijd in om in Luzern een nieuw cultuur- en congrescentrum te bouwen.